# Olympische Winterspiele 2014/Rennrodeln – Doppelsitzer
Der Doppelsitzer im Rennrodeln bei den Olympischen Winterspielen 2014 bestand aus zwei Läufen, von denen beide am 12. Februar 2014 ausgetragen wurden. Austragungsort war das Sliding Center Sanki in Krasnaja Poljana. Am Start waren 38 Teilnehmer aus 12 Ländern, von denen alle in die Wertung kamen. Olympiasieger wurden Tobias Wendl und Tobias Arlt aus Deutschland mit einer Gesamtzeit von 1:38,933 Minuten. Die Silbermedaille holten die Österreicher Andreas Linger und Wolfgang Linger vor Andris Šics und Juris Šics aus Lettland, die die Bronzemedaille gewannen.

## Titelträger
| Olympiasieger | Andreas Linger Wolfgang Linger ( Österreich) | 1:22,705 min | Vancouver 2010 |
| Weltmeister   | Tobias Wendl Tobias Arlt ( Deutschland)      | 1:12,842 min | Whistler 2013  |

## Ergebnis
| Rang | Athleten                               | Nation             | Lauf 1 | Lauf 1 | Lauf 2 | Lauf 2 | Gesamt     | Gesamt     |
| Rang | Athleten                               | Nation             | Zeit   | Rang   | Zeit   | Rang   | Zeit (min) | Zeit (min) |
| ---- | -------------------------------------- | ------------------ | ------ | ------ | ------ | ------ | ---------- | ---------- |
| 001  | Tobias Wendl Tobias Arlt               | Deutschland        | 49,373 | 1      | 49,560 | 1      | 1:38,933   |            |
| 002  | Andreas Linger Wolfgang Linger         | Österreich         | 49,685 | 2      | 49,770 | 2      | 1:39,455   |            |
| 003  | Andris Šics Juris Šics                 | Lettland           | 49,880 | 5      | 49,910 | 3      | 1:39,790   |            |
| 004  | Tristan Walker Justin Snith            | Kanada             | 49,857 | 4      | 49,983 | 6      | 1:39,840   |            |
| 005  | Alexander Denissjew Wladislaw Antonow  | Russland           | 49,936 | 6      | 50,013 | 7      | 1:39,949   |            |
| 006  | Christian Oberstolz Patrick Gruber     | Italien            | 49,976 | 7      | 50,043 | 8      | 1:40,019   |            |
| 007  | Ludwig Rieder Patrick Rastner          | Italien            | 50,064 | 8      | 49,975 | 5      | 1:40,039   |            |
| 008  | Toni Eggert Sascha Benecken            | Deutschland        | 50,274 | 10     | 49,944 | 4      | 1:40,218   |            |
| 009  | Wladislaw Juschakow Wladimir Machnutin | Russland           | 50,068 | 9      | 50,269 | 10     | 1:40,337   |            |
| 010  | Oskars Gudramovičs Pēteris Kalniņš     | Lettland           | 50,388 | 12     | 50,074 | 9      | 1:40,462   |            |
| 011  | Christian Niccum Jayson Terdiman       | Vereinigte Staaten | 50,354 | 11     | 50,591 | 13     | 1:40,945   |            |
| 012  | Marián Zemaník Jozef Petrulák          | Slowakei           | 50,548 | 13     | 50,409 | 12     | 1:40,957   |            |
| 013  | Lukáš Brož Antonín Brož                | Tschechien         | 50,665 | 15     | 50,387 | 11     | 1:41,052   |            |
| 014  | Matt Mortensen Preston Griffall        | Vereinigte Staaten | 50,637 | 14     | 51,066 | 14     | 1:41,703   |            |
| 015  | Patryk Poręba Karol Mikrut             | Polen              | 51,010 | 17     | 51,170 | 15     | 1:42,180   |            |
| 016  | Marek Solčanský Karol Stuchlák         | Slowakei           | 50,904 | 16     | 51,481 | 18     | 1:42,385   |            |
| 017  | Oleksandr Obolontschyk Roman Sacharkiw | Ukraine            | 51,795 | 19     | 51,233 | 16     | 1:43,028   |            |
| 018  | Park Jin-yong Jo Jeong-myeong          | Südkorea           | 51,643 | 18     | 51,475 | 17     | 1:43,118   |            |
| 019  | Peter Penz Georg Fischler              | Österreich         | 49,793 | 3      | 54,252 | 19     | 1:44,045   |            |